# ريتشارد فاريك
كان ريتشارد فاريك (15 مارس 1753 – 30 يوليو 1831) محاميًا وضابطًا عسكريًا وسياسيًا أمريكيًا أشير إليه بلقب «الأب المؤسس المنسي». بصفته شخصية رئيسية في تطور نيويورك سيتي وولاية نيويورك ما بعد الاستقلال، أصبح فاريك العمدة ال 45 لنيويورك سيتي في عام 1789 وشغل ذلك المنصب ل 11 فترة متتالية تبلغ كل منها سنة واحدة حتى عام 1801.
قبل فترة توليه منصب العمدة، شغل فاريك منصب موظف الشهر العقاري رقم 14 منذ عام 1784 حتى عام 1789. لم يعد هناك وجود لذلك المنصب، وهو منصب مكافئ لمنصب «موظف قانوني كبير». إلى جانب صموئيل جونز، سن فاريك أولى مراسيم ولاية نيويورك بعد الثورة الأمريكية في قوانين نيويورك (مجلدين، 1789). وضع هذا العمل الأساس القانوني لكي يضع فاريك قانون نيويورك وقانون نيويورك سيتي الإداري وقوانين نيويورك سيتي خلال فترته كعمدة. إضافة إلى ذلك، أنشئت تحت قيادته أصول قسم الصحة النفسية في نيويورك سيتي وبورصة نيويورك والعديد من المنظمات الأخرى. ووضعت هذه المنظمات الأسس لنيويورك سيتي الحديثة.
خلال الحرب الثورية الأمريكية، شغل فاريك منصب الضابط المرافق لجورج واشنطن وسكرتيره الخاص. ونتج عن هذه الأعمال التي ألفت في تلك الحقبة وثائق فاريك، التي ما تزال موجودة اليوم في مكتبة الكونجرس. وقد لفتت قيمة هذه الوثائق الأنظار خلال حياة فاريك بصفتها ركنًا أساسيًا لفهم تأسيس الولايات المتحدة الأمريكية.
كان فاريك مؤسس مجتمع سينسيناتي ودار الكتاب المقدس الأمريكية، ومالكًا للعبيد. وكان أيضًا وصي جامعة كولومبيا مدى حياته، حيث ترأس إدارتها منذ عام 1810 حتى عام 1816.

## النشأة والأسرة
ولد فاريك في 15 من شهر مارس من عام 1753، في هاكينساك في مقاطعة بيرجين، نيوجيرسي، لجون فاريك وجين (الاسم عند الولادة داي) فاريك. كان أسلاف والدي فاريك قد هاجروا مع شركة الهند الغربية الهولندية في أوائل القرن السابع عشر حتى أواسطه وبقوا في منطقة نيويورك سيتي الكبرى. من بين أسلاف فاريك جوريس يانسن رابيلجي، عضو مجلس الاثني عشر الذي كان أول هيئة ديمقراطية في تاريخ الولايات المتحدة (1641). كان جد فاريك من جهة والدته عقيدًا في الجيش القاري والذي سيلعب بيته، بيت داي، دورًا محوريًا في الثورة الأمريكية.
كان فاريك أحد 7 أولاد، وكان أشقاؤه: أبراهام فاريك (الجد الأكبر لآنا ماريا رومين فاريك، التي تزوجت جورج لاودر من أسرة لاودر جرينواي)، والطبيب جون فاريك الابن، وآن إلتينغ وسارة فرويليغ وجين دي ويت (زوجة سيمون دي ويت) وماريا جيلبيرت.

### التعليم
لا يعرف سوى القليل عن تفاصيل التعليم الذي ناله فاريك قبل الجامعة، على الرغم من أن الرسائل الباقية تشير إلى أنه نال تعليمه من قبل أساتذة خصوصيين وأنه درس اللغة اللاتينية والفرنسية ومواد أخرى. سجل فاريك في جامعة الملك (الاسم الأصلي لجامعة كولومبيا) في نيويورك سيتي في عام 1771 حيث درس تحت إشراف جون مورين سكوت. عمل فاريك كمحام لدى سكوت خلال تعليمه، وبعد قبوله في نقابة المحامين في نيويورك في شهر أكتوبر من عام 1774، قدم سكوت عرضًا لفاريك ليكون شريكًا في شركته. بصورة غير معتادة، لم يكن فاريك قد تخرج بعد في جامعة الملك على الرغم من أنه كان قد دخل النقابة ولم يتخرج رسميًا على الإطلاق. في فترة لاحقة من مسيرته، أصبح فاريك وصيًا على جامعة الملك لمدة تزيد عن 30 عامًا.

## المسيرة المهنية العسكرية

### الحرب الثورية الأمريكية

#### الخدمة لدى الجنرال شويلر والجيش الشمالي
اندلعت الحرب الثورية الأمريكية بعد مرور 8 أشهر على بداية مسيرة فاريك المهنية في الممارسة الخاصة. وبتأثير من رب عمله، جون مورين سكوت، أوقف فاريك دراسته وتطوع في الميليشيا. في 28 من شهر يناير من عام 1775، عُين فاريك كابتن فيلق نيويورك الأول، وبعد 3 أيام فقط كضابط ميداني عين سكرتيرًا عسكريًا لدى الجنرال فيليب شويلر الذي كان قائدًا للجيش الشمالي. ويعتقد أن سكوت، الذي كان يفهم القيمة الفكرية والإدارية لشريكه الشاب، هو من أمن له هذه الرتبة. غادر فاريك نيويورك رفقة شويلر في 4 من شهر يوليو من عام 1775 ليتجها شمالًا إلى قلعة تيكونديروجا وليطلقا الحملة لطرد البريطانيين من كندا. في طريقهما إلى هناك، توقفت المجموعة المسافرة في ألباني لفترة قصيرة حيث التقى فاريك للمرة الأولى بالجنرال بينيديكت آرنولد، الذي سيصبح صديقًا مقربًا، والذي سيلعب أيضًا دورًا كبيرًا في حياة فاريك حتى خيانة آرنولد في عام 1780.
بحلول صيف العام 1776، كان شويلر قد عانى من مجموعة من الأمراض، وكان يترنح بعد سلسلة من الهزائم في ميدان المعركة. كان فاريك، في هذه المرحلة، جزئيًا بفعل الضرورة، وجزءًا بسبب تعيينه في ذلك المنصب، يقوم بثلاث مهام دفعة واحدة: السكرتير الخاص لشويلر، وضابط العهدة للحصون الشمالية التي كان الجيش الشمالي يسيطر عليها، والجنرال المفوض للجيش الشمالي. من الجانب، كانت الأوامر الفعلية لميدان المعركة قد استعانت بمصادر خارجية لأرنولد والجنرال هوراتيو جيتس. ومنحه شويلر، مع إدراكه للعبء الذي كان يحمله فاريك، ترقية إلى رتبة عقيد ملازم. وأفضت سيطرة فاريك شبه التامة على إدارة الجيش الشمالي إلى صداقة أكثر وثوقًا بين آرنولد وفاريك.
في ذلك الصيف نفسه، كان آرنولد يخطط لهجومه لإيقاف تقدم البريطانيين أسفل بحيرة تشامبلاين في ما كان أحد أول المعارك في تاريخ البحرية الأمريكية. مع ندرة السفن المتاحة، بني الأسطول من الصفر تقريبًا من قبل فاريك الذي حل الأزمة بالتواصل مع شبكته الواسعة في نيويورك سيتي والمنطقة المجاورة لإرسال مواد ورجال بحرية مؤهلين للقيام بمهمة كهذه. وفي حين انتهت معركة جزيرة فالكور بهزيمة للبحرية، فإنها نجحت في إبطاء التقدم البريطاني للشتاء مع تراجعهم نحو القواعد الكندية.
واجه فاريك أيضًا خلافات عديدة مع زملائه الضباط الذين لم يكونوا جزءًا من فصيل شويلر. اتهم الجنرال أنتوني والتون وايت، الذي كان قد خدم لفترة قصيرة في مخيم واشنطن، من قبل شويلر بنهب منزل خاص على الجبهة. بعد نفيه للتهم، اقتحم وايت مكتب فاريك وتهداه لخوض مبارزة معتقدًا أن فاريك كان قد تحدث بالسوء عن شخصه. تمكن فاريك، الأعزل، بصعوبة من النجاة من محاولة وايت قتله بعد رفضه لتحديه.
بعد الخسارة الكارثية لقلعة تيكونديروجا، عزل شويلر من واجبه من قبل الكونجرس القاري في شهر أغسطس من عام 1777 وحل محله الجنرال جيتس. ومع وقوع نزاع بين الفصائل ضمن الجيش الشمالي، وقف فاريك إلى جانب آرنولد الذي ألبه ضد جيتس، الذي كان يكرهه بصرف النظر عن ذلك. وكانت دائرة صداقة فاريك وآرنولد قد كبرت أيضًا لتشمل هنري بروكهولست ليفينغستون وماثيو كلاركسون. عرّفت المودة بينهما بصورة وقحة من قبل جيمس ويلكنسن، الذي كان أحد مناصري الجنرال جيتس، بأنها «عصابة نيويورك».
واصل فاريك بهدوء وبتمكن منصبه كجنرال مندوب للجيش الشمالي، ولو ليس كسكرتير خاص لجيتس أو كضابط مرافق له، حتى وفاته في 12 من شهر يناير من عام 1780، حين ألغي القسم من قبل الكونجرس القاري في إعادة تنظيم أشمل.

#### الخدمة تحت قيادة الجنرال آرنولد
استأنف فاريك لفترة قصيرة ممارسته الخاصة في المحاماة، الأمر الذي شكل تحديًا في مدينته الأم نيويورك سيتي المتقلبة سياسيًا، والتي كانت ترزح تحت الاحتلال من قبل الأعداء. في شهر أغسطس من عام 1780، أجرى بنيديكت آرنولد اتصالًا مبدئيًا بفاريك حول إمكانية انضمامه إلى طاقمه في منصبه الذي كان قد عين فيه حديثًا كضابط قطعة عسكرية في ويست بوينت (والتي كانت آنذاك معسكرًا نشطًا) كضابط مرافق له وكمفتش عام.

في غضون 3 أشهر، اكتشفت خيانة آرنولد وفر إلى الأراضي البريطانية. اعتقل فاريك إلى جانب ديفيد فرانكس. كان فاريك مريضًا في سريره عندما ورد إليه كل من خبر خيانة آرنولد واعتقاله هو. تصف تقارير معاصرة فاريك بأنه أمضى عدة أيام على حافة الجنون بسب انشقاق آرنولد. على الرغم من أن آرنولد كتب شخصيًا إلى واشنطن ليقول له بأن مساعديه غير متورطين، اعتقل كل من فاريك وفرانكس بأوامر من واشنطن كإجراء احترازي. وبعد أن أتم مجلس تحقيق عسكري تحقيقاته، وجد المجلس بأن فاريك غير مذنب، وتوصل إلى أن:
«سلوك الكولونيل الملازم فاريك المتعلق بممارسات الخيانة الفجائية التي قام بها الجنرال الغائب آرنولد ليس فقط لا غبار عليه، بل يخوله (من كافة جوانب سلوكه) درجة من الجدارة تمنحه شرفًا كبيرًا كضابط وتميزه كصديق مخلص لبلاده»